# SolidWorks
SOLIDWORKS je strojírenský 3D CAD software pro platformu Microsoft Windows, který byl vyvinut společností SOLIDWORKS Corporation – nyní dceřiná společnost Dassault Systèmes, S. A. (Vélizy, France). SOLIDWORKS je kompletně lokalizován přímo výrobcem. Jako parametrický 3D modelář SOLIDWORKS nabízí výkonné objemové i plošné modelování, vertikální nástroje pro plechové díly, svařence a formy, práci s neomezeně rozsáhlými sestavami a automatické generování výrobních výkresů.
Předností SOLIDWORKS je v prvé řadě snadné a vizuálně přehledné ovládání. Uživatelské rozhraní SOLIDWORKS je intuitivní, snižuje nutné pohyby myší a umožňuje kontextově závislou interakci s uživatelem. Ovládání je založené na technologii SWIFT, která redukuje potřebu opakujících se úkonů, manuálních zásahů.

## Historie
Společnost SOLIDWORKS Corporation založil v prosinci 1993 Jon Hirschtick se sídlem ve Walthamu ve státě Massachusetts v USA. John Hirschtick najal tým inženýrů s cílem vytvořit 3D CAD software, který by byl snadno použitelný, dostupný a podporovaný operačním systémem Windows.
V listopadu 1995 SOLIDWORKS Corporatin vydala svůj první produkt SolidWorks 95. V roce 1997 společnost SOLIDWORKS Corporation byla zakoupena společností Dassault Systèmes, která se stala jediným vlastníkem. Jon Hirschtick zde působil dalších 14 let a pod jeho vedením dosáhli příjmy společnosti 100 miliónů dolarů.
SOLIDWORKS vedl John McEleney od roku 2001 do července 2007 a Jeff Ray od roku 2007 do ledna 2011. Současným generálním ředitelem je od ledna 2015 Gian Paolo Bassi.

## Verze
SOLIDWORKS CAD software je dostupný ve 3 komerčních verzích a 3 výukových verzích.

### Komerční produkty
- SOLIDWORKS Standard
- SOLIDWORKS Professional
- SOLIDWORKS Premium

#### SOLIDWORKS Standard
Inovativní, přesto osvědčený, standard mezi 3D CAD systémy, zahrnuje nástroje pro 3D modelování, sestavy, výkresy, plechové součásti, svařované konstrukce a další. SOLIDWORKS nabízí ve své třídě nejlepší objemové modelování a vytváření 2D výrobní dokumentace a navíc nejsnadnější a nejintuitivnější ovládání ze všech CAD systémů vůbec[zdroj?]. Umožňuje importovat celou řadu 2D a 3D datových formátů souborů.

#### SOLIDWORKS Professional
SOLIDWORKS Professional zahrnuje SOLIDWORKS Standard a další rozšiřující moduly, jako je například Toolbox, Animator, eDrawings Professional, Design Checker, Workgroup PDM, PhotoView 360, SOLIDWORKS Costing a 3D Instant Website, CircuitWorks (Obousměrný IDF a PADS souborový translátor).

#### SOLIDWORKS Premium
SOLIDWORKS Premium zahrnuje SOLIDWORKS Professional a následující moduly:
- SOLIDWORKS Simulation (FEM- výpočet metodou konečných prvků )
- SOLIDWORKS Motion (Pohybové analýzy)
- Routing (Potrubní, trasované, drátové a kabelové svazky)
- ScanTo3D (Modul pro převod skenovaných dat na objemový model)
- TolAnalyst (GD&T Analýza tolerancí)
- SOLIDWORKS Sustainability

### Výukové verze
- SOLIDWORKS Student Design Kit
- SOLIDWORKS Education Edition
- SOLIDWORKS Student Edition

#### SOLIDWORKS Student Design Kit
SOLIDWORKS Student Design Kit je časově omezená zkušební verze výukové edice SOLIDWORKS . Nezahrnuje všechny funkce jako plná verze.

#### SOLIDWORKS Education Edition
SOLIDWORKS Education Edition je licencovaná verze pro střední a vysoké školy. Výuková edice je vydávána vždy 1 rok od vydání komerční verze.

#### SOLIDWORKS Student Edition
SOLIDWORKS Student Edition je určená jednotlivým studentům pro osobní využití. Zahrnuje stejnou funkčnost jako SOLIDWORKS Education Edition.

### Předplacená údržba
SOLIDWORKS zahrnuje volbu zakoupit roční službu předplatného, ta zahrnuje nárok na servisní balíčky, nové verze, všeobecnou technickou podporu, přístup do zákaznických internetových stránek, obsahujících užitečné informace, online znalostní databázi a diskuzní fóra.

### Historie verzí
| Název verze         | Číslo verze | Datum vydání     |
| ------------------- | ----------- | ---------------- |
| SolidWorks 95       | 1           | listopad 1995    |
| SolidWorks 96       | 2           | 1996             |
| SolidWorks 97       | 3           | podzim 1996      |
| SolidWorks 97Plus   | 4           | 1997             |
| SolidWorks 98       | 5           | 1997             |
| SolidWorks 98Plus   | 6           | 1998             |
| SolidWorks 99       | 7           | 1998             |
| SolidWorks 2000     | 8           | 1999             |
| SolidWorks 2001     | 9           | 2000             |
| SolidWorks 2001Plus | 10          | 2001             |
| SolidWorks 2003     | 11          | 2002             |
| SolidWorks 2004     | 12          | 2003             |
| SolidWorks 2005     | 13          | 2004             |
| SolidWorks 2006     | 14          | 2005             |
| SolidWorks 2007     | 15          | 2006             |
| SolidWorks 2008     | 16          | 1. července 2007 |
| SolidWorks 2009     | 17          | 28. ledna 2008   |
| SolidWorks 2010     | 18          | 9. prosince 2009 |
| SolidWorks 2011     | 19          | 17. června 2010  |
| SolidWorks 2012     | 20          | září, 2011       |
| SolidWorks 2013     | 21          | září, 2012       |
| SolidWorks 2014     | 22          | 7. října 2013    |
| SolidWorks 2015     | 23          | 9. září 2014     |
| SolidWorks 2016     | 24          | 1. října 2015    |
| SolidWorks 2017     | 25          | 19. září 2016    |
| SolidWorks 2018     | 26          | 26. září 2017    |
| SolidWorks 2019     | 27          | 9. října 2018    |

Aktuální verze:
- SOLIDWORKS 2019

SOLIDWORKS umožňuje snadnou integraci modulů třetích stran. Některé z těchto modulů jsou drobné utility, jako je například generování speciálních tvarů zahloubení děr, zatímco ostatní mohou být rozsáhlé produkty Computer Aided Manufacture s vlastními právy, které používají SOLIDWORKS jako svoji grafickou platformu.
Tyto produkty mají odlišnou úroveň podle vztahu vývojáře k SOLIDWORKSu a mohou být s výhodou nabízeny skrze autorizované prodejce SOLIDWORKSu. Podívejte se na Partnerské Produkty

### Systémové požadavky
PC s procesorem Intel nebo AMD s 3,3 GHz a vyšší, 16 GB RAM, SSD disk s místem 5 GB a více, certifikovaná grafická karta, Windows 7 SP1 nebo Windows 10; 64bit a Microsoft Internet Explorer. Pro podrobné technické parametry přejděte zde.